# Репенка (Красногвардейский район)
Репенка — село Красногвардейского района Белгородской области. Входит в состав Марьевского сельского поселения. Основано в XVII веке.

## География
Село расположено на берегах реки Сосна. Выше по течению реки располагается село Марьевка, в нижнем течении — село Малоалексеевка.
В направлении из Репенки на юг через Будёновский лес находиться город Бирюч.

## Население
| 1859 | 2002 | 2010 |
| ---- | ---- | ---- |
| 377  | ↘255 | ↘209 |